# Шашаварлија
Шашаварлија (мкд. Шашаварлија) је насеље у Северној Македонији, у средишњем делу државе. Шашаварлија је село у саставу општине Штип.

## Географија
Шашаварлија је смештена у средишњем делу Северне Македоније. Од најближег града, Штипа, насеље је удаљено 12 km источно.
Насеље Шашаварлија се налази у историјској области Јуруклук. То је побрђе које чини западну претходницу планине Плачковице. Североисточно од насеља тече река Брегалница. Надморска висина насеља је приближно 740 метара.
Месна клима је умерено континентална.

## Становништво
Шашаварлија је према последњем попису из 2002. године имала 108 становника.
Већинско становништво су Турци (79%), а мањина су етнички Македонци (21%).
Претежна вероисповест месног становништва је ислам, а мањинска православље.